# Non Gae
Non Gae (Jangsu, provincia de Jeolla; ¿?-1593) fue una kisaeng de Jinju de finales del siglo XVI.
La fortaleza de Jinju estaba ocupada por los japoneses durante la Guerra de los Siete Años, después de una larga batalla donde murió su amante, Gyeong-hoe. Non Gae fue llamada para entretener a los generales japoneses victoriosos en el Pabellón de Chokseongnu, cerca del río Nam. Ella llevó al general Keyamura Rokusuke (毛谷村六助), lo abrazó y se tiró con él al río, muriendo los dos.
Hoy hay una capilla en memoria de Non Gae, cerca de Chokseongnu, Jinju.
- Datos: Q433065
- Multimedia: Nongae / Q433065